# مقتل يارا غامبيراسيو
مقتل يارا غامبيراسيو هي قضية جريمة وقعت ضحيتها يارا غامبيراسيو البالغة من العمر ثلاثة عشر عاما والتي اختفت في 26 نوفمبر 2010 وعثر عليها مقتولة في 26 فبراير 2011.
حظيت القضية بأهمية إعلامية كبيرة ليس فقط لصغر سن الضحية بل أيضا بسبب وحشية الجريمة والأحداث المختلفة التي جرت أثناء التحقيق مثل القبض على متهم أول وتبرئة ساحته لاحقا ,ظروف اكتشاف الجثة وقبل كل شيء التحقيق المكثف الذي أجري على السكان المحليين من خلال إجراء اختبارات الحمض النووي على 25700 شخص.
اختتمت الإجراءات القضائية ذات الصلة في 12 أكتوبر 2018 بالحكم النهائي بالسجن مدى الحياة على ماسيمو جوزيبي بوسيتي وهو عامل بناء من مابيلو والذي كان دافعه هو الاعتداء الجنسي.

## الحقائق

### الاختفاء
الجمعة 26 نوفمبر 2010 يارا غامبيراسيو المولودة في 21 مايو 1997 والمقيمة في بريمباتي دي سوبرا قامت بالذهاب إلى المركز الرياضي في مدينتها حوالي الساعة 5.30 مساء حيث تتدرب عادة على الجمباز الإيقاعي، حيث كان على الشابة البالغة من العمر ثلاثة عشر عاما أن تسلم جهاز استريو للمعلمين. بقيت هناك بحسب شهادات مختلفة حتى حوالي الساعة 6.40 مساء على الأقل ، بعد ذلك فقدت كل آثارها. كاميرات المراقبة في المركز الرياضي كانت كلها معطلة ولم تفيد في إعادة بناء حركات الفتاة بين الساعة 6.25 مساء و6.44 مساء تبادلت يارا الرسائل مع أحدى الرياضيات في الجمباز الإيقاعي الذي لم تكن متواجدة في المركز الرياضي في تلك اللحظة. في الساعة 6.44 مساء تم توصيل هاتفها المحمول ببرج الاتصالات في بونتي سان بيترو عبر أداميلو وفي الساعة 6.49 مساء ببرج الاتصالات في مابيلو على بعد ثلاثة كيلومترات من بريمباتي دي سوبرا وفي الساعة 6.55 مساء ببرج الاتصالات في بريمباتي دي سوبرا عبر روجيري. وبعد ذلك تختفي الإشارة. لم يتم العثور على الهاتف المحمول على عكس الشريحة.

### مسار محمد فكري
في 5 ديسمبر 2010 على متن سفينة متجهة إلى طنجة تم إيقاف محمد فكري وهو عامل مغربي يبلغ من العمر 22 عاما من موقع البناء في مابيلو حيث يبدو أن الكلاب قد اكتشفت آخر أثر ليارا. ويتم التحقيق مع العامل بتهمة اختفاء الفتاة بسبب انقطاع الهاتف الذي يتحدث فيه باللغة العربية والذي تبين فيما بعد أنه لا قيمة له بسبب ترجمة غير صحيحة لعبارة "الله يحفظني" إلى "الله يسامحني". لم يكن للعامل أي علاقة بالقضية على الإطلاق وسيكون قادرا على إثبات أن رحلة السفينة التي كان يقوم بها نحو المغرب كانت مخططة منذ بعض الوقت. وبالتالي سيتم أرشفة موقفه.

### اكتشاف الجثة
تم العثور على جثة يارا بالصدفة بالكامل في 26 فبراير 2011 بعد ثلاثة أشهر بالضبط من اختفائها من قبل صانع طائرات نموذجية في حقل مفتوح في شيجنولو ديزولا على بعد حوالي 10 كيلومترات من بريمباتي دي سوبرا في اتجاه الجنوب الغربي. كما تم تفتيش المنطقة نفسها بشكل متكرر من قبل فرق الحماية المدنية دون العثور على أي شيء وكان رئيس الحماية المدنية في بريمباتي دي سوبرا قد أعلن أنه يعتبر أنه من المستحيل عدم العثور على الجثة مما أثار الشكوك حول أن الجثة قد تم نقلها في وقت ما بعد القتل. ومن ناحية أخرى يشير التقرير الطبي الشرعي الخاص بالجثة إلى أن الاعتداء والوفاة وقعا في ذلك المكان.
تظهر يارا بكامل ملابسها وهي ترتدي نفس الملابس التي كانت ترتديها يوم اختفائها وحذاءها مفكوك وجزء من سراويلها الداخلية مقطوع وتركت تتدلى خارج بنطالها الداخلي. وعثر على عدة ضربات بأداة غير حادة على الجسم بما في ذلك صدمات في الرأس وجرح عميق في الرقبة وستة طعنات على الأقل. وفي الأشهر التالية تم الافتراض بأن الوفاة حدثت في وقت ما بعد الهجوم بسبب البرد والضعف الناجم عن الإصابات حيث لم تكن أي من الضربات التي تم توجيهها قاتلة. لا توجد علامات اغتصاب على الجسم.
في 28 مايو تقام الجنازة في المركز الرياضي الذي تدربت فيه يارا ويتبعها آلاف الأشخاص ويحتفل بها أسقف بيرغامو فرانشيسكو بيشي. كما تُتلى خلال مراسم التشييع رسالة من رئيس الجمهورية.

### المجهول رقم 1 واعتقال ماسيمو بوسيتي
في 16 يونيو 2014 ألقي القبض على ماسيمو جوزيبي بوسيتي (44 عاما) وهو عامل بناء من مابيلو وليس له سجل جنائي وتم العثور على الحمض النووي الخاص به متداخلا مع الحمض النووي للرجل الذي تم تعريفه على أنه "مجهول 1" والذي تم اكتشافه على حافة سراويل يارا الداخلية وعلى سرواله الداخلي والذي اعتبرته النيابة هو الوحيد المنسوب إلى القاتل. تم الإعلان عن الاعتقال من قبل وزير الداخلية أنجيلينو ألفانو برسالة مثيرة للجدل على تويتر الأمر الذي أثار ردود فعل استنكار من مكتب المدعي العام في بيرغامو والعديد من الممثلين السياسيين.
وصلنا إلى بوسيتي عبر رحلة طويلة بدأت باكتشاف أن النمط الفرداني Y للحمض النووي للمجهول الأول مطابق للنمط الفرداني لملهى ليلي بالقرب من المكان الذي تم العثور فيه على الجثة (شخص لا علاقة له بالجثة). الحقائق ومن بين العديد من الأشخاص الذين خضعوا لأخذ عينات من الحمض النووي في تحقيق "الفحص") والذي من خلال فحص مواضيع مختلفة من فرع العائلة ذات السمات الجينية الوثيقة الصلة بشكل متزايد تعود إلى جوزيبي غيرينوني سائق حافلة من غورنو الذي توفي عام 1999 وتم تحديده على أنه الأب الطبيعي للمجهول 1. فقط بعد محاولات عديدة وبمساعدة ثقة زميل غيرينوني فيما يتعلق بعلاقة عاطفية للسائق تعود إلى سنوات عديدة مضت تم البحث عن الأليل الـ 26 الموجود في الملف النووي للمجهول 1 وهو متغير نادر في السكان المحليين الذين ورثوا بالتأكيد من الأم لأنه غير موجود في الحمض النووي لغيرينوني ووصلنا إلى إيستر أرزوفي المرأة التي يتوافق حمضها النووي النووي مع النصف الأمومي من الملف الشخصي للمجهول 1.
في فحص مزيف على جانب الطريق تم أخذ الحمض النووي من ماسيمو بوسيتي الابن الوحيد من ابني أرزوفي الذي يعيش في المنطقة باستخدام جهاز تحليل الكحول وتم التحقق من تطابق الحمض النووي النووي الخاص به مع الحمض النووي الموجود على الضحية. وتعرف النيابة العامة مع اليقين الظاهري بالأدلة الجينية بوسيتي على أنه المجهول 1. هناك عنصر آخر قدمه الادعاء وهو أن كاميرات المراقبة الموجودة في شارع صالة يارا الرياضية كانت ستصور عدة مرات عبور لشاحنة بوسيتي أمام المركز الرياضي. باعتراف العقيد جيامبيترو لاغو في قسم التحقيقات العلمية تم إنشاء اللقطات التي نشرها قسم التحقيقات العلمية نفسه بالاتفاق مع مكتب المدعي العام في بيرغامو لتلبية احتياجات الاتصالات الصحفية والجمع بين إطارات من كاميرات مختلفة في أوقات مختلفة من المساء. لذلك ليس من المؤكد أن السيارة التي تم تخليدها هي على وجه التحديد سيارة بوسيتي أو أن الفيلم يظهر دائما نفس السيارة التي تمر عبر نفس المكان في لحظات زمنية قريبة من بعضها البعض.
يشكك الدفاع في الدليل الجيني على عدم وجود الحمض النووي للميتوكوندريا الخاص ببوسيتي في الأثر الجيني الذي تم العثور عليه وفحصه. علاوة على ذلك فإن أقلية من الحمض النووي للميتوكوندريا موجودة في العينة 31-G20 لا تنتمي إلى الضحية ولا إلى بوسيتي ويمكن إرجاعها إلى فرد آخر للدفاع. يدعي مكتب المدعي العام أن هذا الأثر الجيني يمكن أن يكون بلازما يارا المتغايرة ويزعم بعض علماء الوراثة التابعين للنيابة أنه تسلسل جزئي بأثر كهربي لا يمكن تفسيره بشكل لا لبس فيه مما يدعم صحة الاختبار حتى لو كان يتعلق الأمر فقط بالحمض النووي النووي. أعلن بوسيتي على الفور براءته وادعى النقل العرضي للحمض النووي من بعض الأدوات التي زُعم أنها سُرقت منه وملطخة بدمه بسبب نزيف في الأنف كان يعاني منه بانتظام. تزعم زوجة بوسيتي أن زوجها كان معها في المنزل مساء يوم اختفاء يارا بينما أبلغت أختها التوأم عن هجمات غامضة وهي اتهامات يقول المدعي العام إنها لا أساس لها من الصحة.

## العملية
في 26 فبراير 2015 أغلق مكتب المدعي العام في بيرغامو التحقيقات رسميا وأشار إلى أن ماسيمو جوزيبي بوسيتي هو المتهم الوحيد وطلب توجيه الاتهام إليه. بدلا من ذلك يطلب الدفاع إطلاق سراحه ثم تقييم فرصة المحاكمة المختصرة بحجة أن الحمض النووي للميتوكوندريا الأقل ينتمي إلى شخص آخر حدده المحامون بأنه "المجهول 2". علاوة على ذلك وبدعم من عالم الجريمة أليساندرو ميلوزي مستشار الحزب يعترض الدفاع على عملية تحديد بوسيتي مع المجهول 1 لأن الحمض النووي سيكون ملوثا ويطلب أيضا إجراء تحقيق مع حاملي هذه الوثائق. من أرقام الهواتف الموجودة في دليل هواتف يارا المحمولة والتي أجرى المحققون مقابلات مع العديد منها.
يعارض المحامون أيضا عدم التكرار المزعوم لاختبار الحمض النووي الذي تم إجراؤه دون حضور الدفاع ومع ذلك في وقت تحديد الملف الجيني للمجهول 1 كان لدى بوسيتي سجل جنائي نظيف تماما وبالتالي كان لم يكن معروفا لأمر الشرطة ولم يتم التحقيق فيه. في 27 أبريل 2015 بدأت المحاكمة من الدرجة الأولى بجلسة استماع أولية أمام قاضي الجلسة الأولية بمحكمة بيرغامو بتهمة القتل العمد المشدد والتشهير ضد زميل. قررت الحركة الشعبية العامة فتح المحاكمة أمام محكمة الجنايات في 3 يوليو 2015. دفاع بوسيتي يستدعي 711 شاهدا مدعيا أن يارا كانت ضحية تنمر أو ربط الواقعة بجرائم أخرى حدثت في نفس المنطقة.
في 1 يوليو 2016 حكمت محكمة الجنايات في بيرغامو على ماسيمو جوزيبي بوسيتي بالسجن مدى الحياة بتهمة القتل وبرأته من تهمة التشهير. تعترف المحكمة أيضا بالظروف المشددة للقسوة وتلغي مسؤولية بوسيتي الأبوية عن أطفاله الثلاثة إلا أن طلب النائب العام الذي طلب أيضا عزل المتهم نهارا لمدة ستة أشهر لم يتم قبوله. المحكمة تأمر بتعويض والدي يارا وإخوتها والمحامين.
تبدأ عملية الاستئناف في 30 يونيو 2017. يقدم الدفاع صورة عبر الأقمار الصناعية كدليل جديد مدعيا أنه كان من الممكن نقل جثة الضحية وإيداع الحمض النووي بعد فترة طويلة من وقوع الجريمة وهو ما نفاه مكتب المدعي العام والحكم من الدرجة الأولى. في 17 يوليو 2017 أكدت محكمة الاستئناف في بريشيا حكم المحكمة الابتدائية وأدانت بوسيتي وحكمت عليه بالسجن مدى الحياة. في 12 أكتوبر 2018 أيدت محكمة النقض الحكم المؤبد الصادر بحق بوسيتي.
في جميع مراحل المحاكمة طلب الدفاع دائما أن يكون قادرا على إجراء تحاليل على المعروضات بما في ذلك ملابس يارا وأنابيب الحمض النووي لكنه لم يحصل أبدا على إمكانية القيام بذلك. لم يتمكن خبراء الدفاع من العمل إلا على الوثائق الورقية حيث سلطوا الضوء على العديد من الحالات الشاذة. بالإضافة إلى عدم التطابق بين الحمض النووي النووي والميتوكوندريا سلط الخبير مارزيو كابرا الضوء على استخدام المجموعات الجينية التي انتهت صلاحيتها منذ أكثر من عام والتحليلات التي لا تعطي دائما نفس النتيجة.

## دوافع وديناميكيات القتل
ظل الدافع مجهولا على الرغم من الافتراض بوجود محاولة للعنف الجنسي أما فيما يتعلق بالديناميكيات فإن طريقة الإيقاع بالضحية ظلت غير واضحة أي أنه من غير المعروف ما إذا كانت يارا قد صعدت بالفعل إلى شاحنة بوسيتي أم لا وإذا كان الأمر كذلك ومن غير الواضح ما إذا كان قد فعل ذلك طواعية أم لا وأين حدث ذلك.

## مدرج موقع البناء
في عام 2013 أعلن الكاتب والصحفي روبرتو سافيانو في كتابه صفر صفر صفر أنه يعتقد أن هناك بعض الروابط المحتملة بين مقتل يارا ومواقع البناء في منطقة بيرغامو والجريمة المنظمة والاتجار بالكوكايين مشيرا إلى أن والد يارا المساح فولفيو غامبيراسيو في عام 2011 كان يعمل في شركة لوباف وهي شركة إنشاءات في بونتي سان بيترو والتي كان يديرها في ذلك الوقت باتريزيو لوكاتيلي ابن باسكوالي كلاوديو لوكاتيلي رجل الأعمال الذي يعتبر متورطا في تهريب المخدرات. وفقا لسافيانو كان فولفيو غامبيراسيو شاهدا في محاكمة ضد عائلة لوكاتيلي وكان قتل ابنته بمثابة انتقام جنائي. تم رفض هذا الظرف لاحقا حيث أعلن غامبيراسيو الذي استجوبته المدعية العامة ماريا كريستينا روتا أنه لم يشهد أبدا ضد لوكاتيلي لهذا السبب اتُهم سافيانو بالتشهير ضد غامبيراسيو ولوكاتيلي وتم إسقاط التهمة لاحقا. ومع ذلك في عام 2016 عاد سافيانو إلى القضية مشيرا إلى أنه يعتقد أنه من المثير للقلق عدم إجراء أي تحقيق في هذا الاتجاه نظرا لأن لوباف كان لديه عقد في موقع بناء مابيلو حيث تم العثور على الكلاب الجزيئية الثلاثة المستخدمة في التحقيقات.

## الأحداث اللاحقة
في أكتوبر 2019 أرسل ماسيمو جوزيبي بوسيتي رسالة موجهة إلى فيتوريو فيلتري مدير منظمة ليبيرو اتهم فيها بالاستهداف والتعرض للضغوط وأعلن براءته وطلب الدعم. بعد تدخلات أخرى من قبل فريق دفاع بوسيتي بشأن صحة الاختبار الجيني قدم المحامي المعروف كارلو تاورمينا أيضا كمواطن عادي (وليس أحد محامي البناء) طلبا لإعادة فحص الحمض النووي للنيابة العامة من أجل مراجعة العملية. في 29 نوفمبر 2019 سمحت محكمة الجنايات في بيرغامو لدفاع ماسيمو بوسيتي بإعادة فحص النتائج بما في ذلك ملابس الضحية وآثار الحمض النووي المحفوظة في مستشفى سان رافاييل في ميلانو.
في 3 يونيو 2021 رفضت محكمة الجنايات في بيرغامو جميع الطلبات التي قدمها محامو ماسيمو بوسيتي: طلب الدفاع أن يكون قادرا على إعادة تحليل نتائج التحقيقات التي تمت مصادرتها بعد الحكم النهائي لغرض مراجعة محتملة للمحاكمة. وتركز الاهتمام بشكل خاص على عينات الحمض النووي حتى لو تبين خلال الجلسة أن الأثر الحاسم الذي استخرج منه الحمض النووي للمجهول 1 لم يعد صالحا للاستعمال لأنه نفد بشكل نهائي. ولن يتمكن المدافعون حتى من القيام باستطلاع الاكتشافات الأخرى.
في ديسمبر 2022 تم التحقيق مع ليتيزيا روجيري من قبل شرطة البندقية بتهمة الاحتيال الإجرائي أو التضليل فيما يتعلق بحركة 54 أنبوب اختبار تحتوي على آثار بيولوجية مختلطة للضحية وبوسيتي من ثلاجة مستشفى سان رافاييل في ميلانو إلى الجريمة. مكتب هيئات محكمة بيرغامو. النقل الذي استمر 12 يوما مع تسخين العينات التي تم الاحتفاظ بها عند -80 درجة مئوية وفقا للمدافعين عن بوسيتي كان من شأنه أن يغير الحمض النووي مما يجعل أي محاولة لإجراء مزيد من التحليل مستحيلة.
في 19 مايو 2023 قبل القسم الأول من محكمة النقض استئناف دفاع ماسيمو بوسيتي مع الإحالة لإجراء فحص جديد أمام محكمة الجنايات في بيرغامو وألغى الأمر الصادر في 21 نوفمبر 2022 عن نفس المحكمة التي رفضت دفاع بوسيتي أثناء الإعدام وله الحق في الاطلاع على المستندات المصادرة بغرض إجراء تحقيقات الدفاع وذلك لإمكانية إعادة النظر في المحاكمة. في نوفمبر 2023 ناشد محامو البناء الحصول على إذن لتحليل جميع الاكتشافات وليس مجرد "مشاهدتها". ويشير الاثنان إلى حكم عام 2019 الذي أعطى مساحة لأي نوع من التحليل والتحليل المتعمق. وفي 16 فبراير 2024 أعلنت محكمة التمييز العليا عدم قبول تحليل النتائج.
في 13 مايو 2024 ولأول مرة على الإطلاق يجتمع أطراف القضية في جلسة استماع ويتم عرض مستندات القضية على فريق الدفاع. وبالإضافة إلى ملابس الضحية يرى المحامون أيضا لأول مرة 54 أنبوبا من الحمض النووي كما هو متوقع في درجة حرارة الغرفة. ويخرج من الصناديق 23 أنبوب اختبار "مخفف" وهو ما قد يؤدي بحسب المحامين إلى تحليلات جديدة.